# Gia Scala
Gia Scala (* 3. März 1934 in Liverpool, England als Josephine Giovanna Scoglio; † 30. April 1972 in Hollywood Hills, Kalifornien) war eine US-amerikanische Schauspielerin in Film und Fernsehen. Sie spielte in den 1950er und 1960er Jahren verschiedene Rollen in internationalen Kinoproduktionen. Darunter in Filmen wie Ums nackte Leben, Babys auf Bestellung, Hügel des Schreckens, Wernher von Braun – Ich greife nach den Sternen oder Die Kanonen von Navarone.

## Leben und Karriere
Gia Scala, geboren 1934 als Josephine Giovanna Scoglio in Liverpool, war die Tochter eines sizilianischen Vaters und einer irischen Mutter. Als sie drei Monate alt war, zog die Familie in die Heimat des adligen Vaters nach Messina auf Sizilien. Später wanderte die Familie in die Vereinigten Staaten aus, und mit 14 besuchte Gia die Bayside High School in Queens im Bundesstaat New York. Ihren Abschluss machte sie im Jahr 1952. Um sich ihr Studium bei Stella Adler in der berühmten Schauspielwerkstatt Actors Studio zu finanzieren, arbeitete sie in unterschiedlichen Jobs, unter anderem als Verwaltungsangestellte und als Hilfskraft bei einer Airline. Als sie als Kandidatin bei einer Spielshow im Fernsehen auftrat, wurde sie von einem Talentscout der Universal Studios entdeckt und 1954 dort unter Vertrag genommen.
Erste Filmerfahrung konnte sie bei Universal in den beiden Douglas-Sirk-Dramen Was der Himmel erlaubt (1955) und Nur Du allein (1956) sammeln. In dem Kriminaldrama Schonungslos von Regisseur Abner Biberman wurde sie hinter Merle Oberon in der zweiten weiblichen Hauptrolle besetzt. Die männliche Hauptrolle spielte Lex Barker. Unter der Regie von Vincent Sherman und Robert Aldrich spielte Gia Scala im Film noir Ums nackte Leben ein Jahr später bereits die weibliche Hauptrolle neben Lee J. Cobb und Kerwin Mathews. In Charles Walters’ romantischem Abenteuerfilm Geh nicht zu nah ans Wasser sah man sie an der Seite von Glenn Ford. Des Weiteren spielte sie 1958 an der Seite von Audie Murphy in dem Jesse-Hibbs-Western Der weiße Teufel von Arkansas und neben Jack Hawkins in dem Thriller Der Spion mit den 2 Gesichtern von André De Toth. Noch im selben Jahr engagierte sie Gene Kelly für seine Komödie Babys auf Bestellung, in der Doris Day und Richard Widmark die Hauptrollen übernahmen. In dem Kriegsdrama Hügel des Schreckens von Regisseur Robert Aldrich verkörperte Scala die junge Eleftheria an der Seite von Robert Mitchum und Stanley Baker. Als Partnerin von Schauspielkollege Cliff Robertson wurde sie von Paul Wendkos 1959 in dem Kriegsfilm Schlacht im Korallenmeer eingesetzt.
In den 1960er Jahren sah man Gia Scala im Kino in der Biografie Wernher von Braun – Ich greife nach den Sternen im Schauspielerensemble um Curd Jürgens, Victoria Shaw und Herbert Lom. Regisseur J. Lee Thompson besetzte sie 1961 auch in seiner Verfilmung Die Kanonen von Navarone mit Gregory Peck, David Niven und Anthony Quinn nach einer Romanvorlage von Bestsellerautor Alistair MacLean. 1962 spielte sie in Italien die weibliche Hauptrolle unter der Regie von Umberto Lenzi in dem Abenteuerfilm Robin Hood – Der Löwe von Sherwood. Danach war sie hauptsächlich in Fernsehrollen zu sehen. Bereits 1959 hatte sich Gia Scala auch dem Fernsehen zugewandt und spielte dort in Folgen von erfolgreichen Serien. Zum Einsatz kam sie etwa in Goodyear Theatre (1959), Alfred Hitchcock präsentiert (1960–1961), Gauner gegen Gauner (1964–1965), Die Seaview – In geheimer Mission (1965), Wettlauf mit dem Tod (1965), Tarzan (1967) und The Name of the Game (1969). Ihren letzten Fernsehauftritt hatte sie in der Fernsehserie Ihr Auftritt, Al Mundy (1969).
Innere persönliche Unsicherheit und Sensibilität sowie der ungebremste rasante berufliche Aufstieg in den 1950er Jahren neben dem permanenten Erfolgsdruck innerhalb der Branche endeten 1961 – durch immer stärkeren Alkoholmissbrauch kompensiert – in der Auflösung ihres Vertrags bei Universal. Ihre Ehe mit dem Schauspielerkollegen Don Burnett, im Jahr 1959 geschlossen, scheiterte 1970. Nach einigen Selbstmordversuchen, Unfällen und schweren Depressionen musste sie sich zu Beginn der 1970er Jahre häufigen psychiatrischen Beobachtungen unterziehen. Gia Scala starb am 30. April 1972 im Alter von nur 38 Jahren an Alkoholkonsum und einer Überdosis Schlaftabletten. Sie wurde tot in ihrem Schlafzimmer in Hollywood Hills aufgefunden. Ihr Tod gilt als Suizid. Ihr Grab befindet sich auf dem Holy Cross Cemetery in Culver City, Kalifornien, neben dem ihrer Mutter.

## Filmografie (Auswahl)

### Kino
- 1955: Was der Himmel erlaubt (All That Heaven Allows)
- 1956: Nur Du allein (Never Say Goodbye)
- 1956: Schonungslos (The Price of Fear)
- 1957: Wem die Sterne leuchten (Four Girls in Town)
- 1957: Jagd durch Havanna (The Big Boodle)
- 1957: Ums nackte Leben (The Garment Jungle)
- 1957: Luftfracht Opium (Tip on a Dead Jockey)
- 1957: Geh nicht zu nah ans Wasser (Don't Go Near the Water)
- 1958: Der weiße Teufel von Arkansas (Ride a Crooked Trail)
- 1958: Der Spion mit den 2 Gesichtern (The Two-Headed Spy)
- 1958: Babys auf Bestellung (The Tunnel of Love)
- 1959: Hügel des Schreckens (The Angry Hills)
- 1959: Schlacht im Korallenmeer (Battle of the Coral Sea)
- 1960: Wernher von Braun – Ich greife nach den Sternen (Wernher von Braun)
- 1961: Die Kanonen von Navarone (The Guns of Navarone)
- 1962: Robin Hood – Der Löwe von Sherwood (Il trionfo di Robin Hood)
- 1967: Operación Dalila

### Fernsehen
- 1959: Goodyear Theatre (Fernsehserie, eine Folge)
- 1960: The Islanders (Fernsehserie, eine Folge)
- 1961: Hong Kong (Fernsehserie, eine Folge)
- 1960–1961: Alfred Hitchcock präsentiert (Fernsehserie, zwei Folgen)
- 1964: Alfred Hitchcock zeigt (Fernsehserie, eine Folge)
- 1964–1965: Gauner gegen Gauner (Fernsehserie, zwei Folgen)
- 1965: Convoy (Fernsehserie, eine Folge)
- 1965: Die Seaview – In geheimer Mission (Fernsehserie, eine Folge)
- 1965: 12 O’Clock High (Fernsehserie, eine Folge)
- 1965: Wettlauf mit dem Tod (Fernsehserie, eine Folge)
- 1966: Jericho (Fernsehserie, eine Folge)
- 1967: Tarzan (Fernsehserie, eine Folge)
- 1969: The Name of the Game (Fernsehserie, eine Folge)
- 1969: Ihr Auftritt, Al Mundy (Fernsehserie, eine Folge)